# 劉烈 (永樂舉人)
劉烈（14世紀—15世紀），江西饒州府鄱陽縣人，明朝政治人物。

## 生平
劉烈是永樂十八年（1420年）庚子科江西鄉試舉人，授翰林院孔目，正統四年（1439年）獲舉薦取送都察院理刑獄，五年（1440年）授監察御史，朝廷出兵麓川時負責督餉，陞大理知府，為政平易寬大，十三年（1448年）陞雲南布政使司左參政，掌楚雄府事，有才名聲譽。

## 引用
1. 1 2  同治《鄱陽縣志·卷十·人物志一》：劉城，字廷高，父烈永樂庚子鄉舉，授翰林院孔目，選監察御史，麓川用兵簡督饋餉，知大理府，擢本省參政有才名。城少磊落有大志，景泰間順天鄉薦……
2. ↑  《明英宗睿皇帝實錄·卷五十一》：（正統四年二月）丁卯行在吏部奏兩京御史多缺，請會官舉，於是舉行在刑部等衙門……孔目劉烈……俱堪任風憲，乞取送都察院理刑半年考除，從之。
3. ↑  《明英宗睿皇帝實錄·卷六十三》：（正統五年正月）己巳擢順天府推官徐郁、翰林院孔目劉烈、湖廣邵陽縣知縣何永芳、浙江杭州府推官段信、太常寺博士張淑俱為監察御史，先是郁等以朝臣薦舉問刑，至是考中故擢之。
4. ↑  康熙《大理府志·卷十八·名宦》：劉烈 饒州鄱陽人，進士，正統間任，政尚寬平，晉參政。
5. ↑  《明英宗睿皇帝實錄·卷一百六十七》：（正統十三年六月）壬戌陞雲南大理府知府劉烈為雲南布政司左參政掌楚雄府事，右參政馮郁理布政司事，從參贊軍務兵部左侍郎侯璡奏保也。